# Only Fools and Horses
Only Fools and Horses è una serie televisiva britannica trasmessa dal canale televisivo BBC One dal 1981 al 1991 con speciali episodi sporadici fino al 25 dicembre 2003.
Girata a Peckham, distretto nel sud di Londra, vede protagonisti David Jason nel ruolo dell'ambizioso commerciante Derek "Del Boy" Trotter. Gli altri attori principali sono Nicholas Lyndhurst nel ruolo di suo fratello e Lennard Pearce in quello del nonno. Quest'ultimo è morto nel 1984 ed è stato sostituito da Buster Merryfield nel ruolo dello zio Albert.
La serie narra le vicende dei tre protagonisti e i loro tentativi di diventare ricchi.

## Registi
- Martin Shardlow (1981)
- Bernard Thompson (1981)
- Ray Butt (1982–83, 1985, 1986–87)
- Susan Belbin (1985)
- Mandie Fletcher (1986)
- Tony Dow (1988–2003) (2014)

## Premi
Premi BAFTA
- 1986 - "Best Comedy Series"
- 1989 - "Best Comedy Series"
- 1991 - "Best Light Entertainment Performance" (David Jason)
- 1997 - "Best Comedy (Programme or Series)", "Best Comedy Performance" (David Jason)
- 2004 - Premio del pubblico

British Comedy Awards
- 1997 - "Best TV Comedy Series", "Best TV Comedy Actor" (David Jason), "People's Choice Award"

National Television Awards
- 1997 - "Most Popular Comedy Series", "Most Popular Comedy Performer" (David Jason)
- 2002 - "Most Popular Comedy Performance" (David Jason)

Royal Television Society
- 1997 - "Best Situation Comedy or Comedy Drama"